# Hans Wondratschek
Hans Wondratschek (* 7. März 1925 in Bonn; † 26. Oktober 2014 in Karlsruhe) war ein deutscher Physiker, Kristallograph, Mineraloge und Professor an der Technischen Hochschule Karlsruhe.

## Leben
Wondratschek studierte ab 1945 Mathematik und Physik an der Universität Bonn, an der er 1953 promoviert wurde. 1953 bis 1958 war er Assistent am Max-Planck-Institut für Silikatforschung in Würzburg, 1958 bis 1959 Assistent am Institut für Kristallographie der ETH Zürich und von 1959 bis 1961 Assistent am Mineralogischen Institut der Universität Bonn. Dort habilitierte er sich 1961 (Untersuchungen zur Kristallchemie der Blei-Apatite (Polymorphite)) in Mineralogie und Kristallographie. Anschließend war er ab 1961 Assistent und ab 1962 Dozent am Mineralogischen Institut der Albert-Ludwigs-Universität Freiburg. 1964 wurde er ordentlicher Professor für Mineralogie in Karlsruhe und Direktor des Instituts für Kristallographie. 1991 wurde er emeritiert.
Er ist für gruppentheoretische Beiträge zu Raumgruppen bekannt und veröffentlichte unter anderem dazu in den International Tables of Crystallography. Unter anderem klassifizierte er mit Hans Zassenhaus und anderen die kristallographischen Raumgruppen in vier Dimensionen, legte Grundlagen für eine Klassifikation unabhängig von der Dimension und tabellierte die Gruppen-Untergruppen Beziehungen der kristallographischen Raumgruppen in drei Dimensionen. Ebenso bestimmte er die reziproken Gittervektoren für die verschiedenen Raumgruppen.
Wondratschek arbeitete aber auch experimentell (Vorgänge beim Tempern der Chrysotil-Asbeste und das Temper-Verhalten der Eifel-Sanidine und Madagaskar-Orthoklase bei Umwandlung in Hochdruckphasen, Kristallchemie der Blei-Apatite, zum Beispiel von Pyromorphit, Wassergehalt und Infrarot-Absorption natürlicher Quarze). Er arbeitete als Mineraloge und Kristallograph interdisziplinär mit Mathematikern, Physikern und Chemikern zusammen.
2001 erhielt er die Carl-Hermann-Medaille und 1987 die Friedrich-Becke-Medaille. 1989 wurde er Mitglied der Deutschen Akademie der Naturforscher Leopoldina.

## Schriften
- mit Harold Brown, Joachim Neubüser, Rolf Bülow, Hans Zassenhaus: Crystallographic groups of four dimensional space. Wiley 1978.
- mit Joachim Neubüser,  Rolf Bülow: On crystallography in higher dimensions. (Teil 1–3) In: Acta Crystallographica A. Band 27, 1971, S. 517–535 (speziell 4 Dimensionen).
- mit Ulrich Müller: Symmetry relations between space groups. International Tables for Crystallography, Vol. A1, 1. Auflage Kluwer 2004 (731 Seiten), 2. Auflage Wiley 2010
- Ulrich Müller,  unter Verwendung von Textvorlagen von Hans Wondratschek und Hartmut Bärnighausen: Symmetriebeziehungen zwischen verwandten Kristallstrukturen : Anwendungen der kristallographischen Gruppentheorie in der Kristallchemie, Vieweg/Teubner 2012
  - 2. Auflage Symmetry relationships between crystal structures : applications of crystallographic group theory in crystal chemistry, Oxford University Press 2013
- mit M. I. Aroyo, J. M: Perez-Mato, C. Capillas, E. Kroumova, S. Ivantchev, G. Madariaga, A. Kirov: Bilbao Crystallographic Server: I. Databases and crystallographic computer programs. Z. Kristallogr. 221, 15-27 (2006), II. Representations of crystallographic point groups and space groups. Acta Cryst. A62, 115-128 (2006)
- mit M. I. Aroyo: Crystallographic viewpoints in the classification of space group representations. International Tables for Crystallography, Vol B Reciprocal Space, Chapter 1.5, 3. Auflage 2008
- mit Theo Hahn:  Symmetry of crystals: introduction to International tables of crystallography vol. A ; Lecture notes provided to the summer school at Gjuletchitsa, Bulgaria, Juni 1994, Sofia: Heron Press 1994